# سفوروکسیم
سفوروکسیم (به انگلیسی: Cefuroxime)
رده درمانی: سفالوسپورین‌ها
اشکال دارویی: قرص و شربت

## موارد مصرف
سفوروکسیم یک پادزیست (آنتی‌بیوتیک) سفالوسپورینی است. این دارو در درمان تعداد زیادی از بیماری‌ها، مثل عفونت‌های تنفسی، عفونت گوش میانی، عفونت پوست و بافت نرم، سینوزیت، و عفونت‌های ادراری تناسلی مؤثر است. سفوروکسیم همچنین برای جلوگیری از عفونت در بیمارانی که تحت عمل جراحی قرار گرفته‌اند و در افرادی که به هر علت مستعد عفونت هستند استفاده می‌شود.

## چگونگی مصرف
قرص‌های سفوروکسیم را می‌توان با شکم خالی مصرف کرد، یا می‌توان برای جلوگیری از دل بهم خوردگی آن را با غذا خورد. البته، سوسپانسیون خوراکی را بهتر است با شکم خالی حداقل ۲ ساعت پیش از غذا یا ۱ ساعت پس از غذا مصرف کرد. بهتر است دارو در نوبت‌هایی با فواصل یکسان در طی شبانه‌روز مصرف شود تا سطح دارو در خون ثابت باقی بماند. مثلاً اگر قرار است دو بار در روز مصرف شود، هر ۱۲ ساعت (مثلاً ۸ صبح و ۸ شب). اگر این برنامه با فعالیت‌های کاری و خواب شما تداخل دارد، در تعیین یک برنامه زمانی مناسب‌تر از پزشکتان کمک بگیرید. مهم است که دارو سر وقت و به‌طور کامل استفاده شود، حتی اگر احساس بهبودی می‌کنید. اگر پیش از اتمام دارویتان آن را قطع کنید ممکن است علایم‌تان مجدداً عود کند. اگر یک نوبت را فراموش کردید، به مجردی که به یاد آوردید مصرف کنید. البته اگر تقریباً موقع نوبت بعدی رسیده‌است، نوبت فراموش شده را رها کنید .

## هشدارها و عوارض جانبی
در صورت بروز علایم زیر بلافاصله با پزشکتان تماس بگیرید: کبودی یا خونریزی غیرعادی، درد مفاصل،منگی، اسهال، درد شکمی، تهوع و استفراغ، زخم‌های دهانی یا زبانی، خارش یا ترشح واژن، پلاک‌های سفید در دهان یا روی زبان. یک واکنش حساسیتی نادر به سفوروکسیم آنافیلاکسی است که به مراقبت پزشکی فوری نیاز دارد، از آنجا که آنافیلاکسی به سرعت پیشرفت می‌کند، در صورت بروز تورم لب‌ها و دور چشم‌ها، بثورات جلدی، کهیر، تورم پوستی، تب، غش ناگهانی، ضربان قلب تند، یا خس‌خس سینه، یا مشکل تنفسی، بلافاصله مصرف آنتی‌بیوتیک را قطع کرده و با یک مرکز فوریت‌های پزشکی تماس بگیرید.

## موارد احتیاط
در صورت وجود هریک از موارد زیر پیش از مصرف سفوروکسیم، پزشکتان را مطلع سازید:
- حساسیت به هر نوع ماده غذایی، نگهدارنده‌ها، رنگ‌های خوراکی، یا داروهای دیگر به ویژه پادزیست‌ها (پنی‌سیلینها یا سفالوسپورین‌ها).
- بارداری یا شیردهی
- مصرف مشروبات الکلی
- مصرف داروهای دیگر، به ویژه داروهای ضد التهاب غیر استروئیدی (مثل ایبوپروفن و آسپیرین )، ضدانعقادها (رقیق‌کننده‌های خون نظیر وارفارین )، پروبنسید (یک داروی درمان نقرس)
- ابتلا به مشکلات خونریزی‌دهنده (نظیر زخم معده، هموفیلی و کمبود پلاکتی)، کولیت (التهاب روده بزرگ) یا بیماری‌های کلیوی و کبدی یا سابقه هریک از موارد مذکور.

## توصیه هنگام مصرف
- حتی در صورت احساس بهبودی، داروی تجویز شده را تا آخر مصرف کنید تا از عود بیماری جلوگیری شود.
- سفوروکسیم را دور از دسترس کودکان، دور از گرما، نور مستقیم، و حرارت مرطوب نگه دارید (در این شرایط سفوروکسیم فاسد می‌شود).
- سوسپانسیون پس از تهیه باید در یخچال نگهداری شود و ظرف ۱۴ روز استفاده شود.
- پیش از مصرف شیشه را به خوبی تکان دهید.
- از پیمانه داخل جعبه دارو برای اندازه‌گیری مقدار دارو استفاده کنید.
- اگر در بلعیدن قرص‌های سفوروکسیم مشکل داشتید، قرص‌ها را خرد کرده با کمی غذا مثل پودینگ شکلات مخلوط کنید، برای رفع مزه تلخ دارو نیز به دنبالش مقداری مایع طعم‌دار مثل آب پرتقال یا شیرکاکائو بنوشید.
- اگر ظرف ۳ روز از آغاز درمان با سفوروکسیم احساس بهبود ندارید با پزشکتان مشورت کنید.